# Crackstadion
Het Crackstadion is een voetbalstadion, gelegen aan de rand van de Belgische stad Ieper, aan de Jaime Picanollaan. Het was sinds augustus 2008 de thuishaven van de plaatselijke voetbalclub KVK Ieper en sinds 1 juli 2013 van VK Westhoek. Het stadion is genoemd naar de hoofdsponsor van de club "Crack"-meubelen en telt 1 zittribune (bouwjaar: 2008) van ongeveer 430 plaatsen en 1 staantribune (bouwjaar 2009) van ongeveer 300 plaatsen. De totale capaciteit loopt op tot net boven de 2000. Het stadion was tijdens de derby's tegen BS Poperinge, de openingsmatch tegen Club Brugge en tijdens topaffiches tegen onder andere R. Mouscron-Peruwelz en Eendracht Aalst wel bijzonder goed gevuld. Voorheen werden de matchen afgewerkt in het centrum van de stad op het Minneplein. 
De kantine van het Crackstadion wordt tijdens matchdagen opgesplitst in 2 delen. Het grootste deel van de kantine biedt toegang voor de toeschouwers (zowel staanplaatsen als zitplaatsen). Het andere gedeelte van de kantine is gereserveerd voor de leden van de "club 100". Dit verwijst naar het stamnummer 100 van de club. Het is een soort vip-kantine voor sponsors, matchbalschenkers, bestuursleden of gewone abonnees die meer willen dan een gewoon ticket met recht tot toegang. In deze ruimte worden voor extra's gezorgd tijdens de rust en na de match zoals koffie, gebak, hapjes ...

## Inhuldiging
Het stadion werd ingehuldigd op 4 september 2008 met een galamatch tegen Club Brugge (1-3 verlies). Er waren ongeveer 1.500 toeschouwers aanwezig voor deze oefenwedstrijd. De eerste officiële match werd afgewerkt tegen RES Couvin-Mariembourg in vierde klasse (4-0 winst). 

## Affiches
Het Crackstadion van Ieper werd al gebruikt om enkele topploegen te ontvangen. KVK Ieper speelde er in vriendschappelijk verband tegen eersteklassers Club Brugge(september 2009) KSV Roeselare (mei 2010), KAA Gent (juni 2011) en SV Zulte-Waregem (juni 2011). Ook de vriendschappelijke wedstrijd tussen KRC Genk en US Boulogne vond plaats in het Crackstadion (juli 2011). In juli 2015 vond de oefenwedstrijd plaats tussen KVV Coxyde en Club Brugge, er daagden meer dan 2.000 toeschouwers op voor deze wedstrijd. In officieel verband speelde KVK Ieper/KVK Westhoek al een wedstrijd in eigen huis tegen tweedeklasser R. Mouscron-Peruwelz (augustus 2012) in het kader van de beker van België. Verder kwamen vele traditieclubs met grote aanhang over de vloer tijdens de jaren in derde en vierde klasse. Deze wedstrijden waren telkens goed voor om en bij de 1.000 toeschouwers. Het grootst aantal toeschouwers werd echter bereikt tijdens de derby tegen BS Poperinge in 2010. Toen daagden ongeveer 1.200 toeschouwers op voor een wedstrijd in vierde klasse. Ook de derby van KVK Westhoek tegen Sassport Boezinge in 2013 lokte ongeveer 1.000 toeschouwers naar het stadion. 

## Problemen met wateroverlast
De club kende veel problemen met wateroverlast op het speelterrein. De drainage van het voetbalveld werkte niet goed omdat het water niet tot bij de drainage door de dikke kleilaag geraakte. De club probeerde dit op te lossen door zand te spuiten in de bodem. Maar ook dit werd geen succes. In juni 2009 besliste de club om een Nederlandse firma in te schakelen om de situatie van het speelveld weer in orde te krijgen. Er werden 100 kilo regenwormen gestrooid over het veld omdat zij de insijpeling van het water in de bodem zouden verbeteren. De operatie bleek een succes want de club kende geen problemen meer met wateroverlast.

## Christmas Truce Tournament
Tijdens de maand december 2011 organiseerde de Britse Premier League op het veld van KVK Ieper het "Christmas Truce Tournament" voor de U-12. Deelnemers waren het Belgische KRC Genk, het Franse RC Lens, het Duitse Borussia Dortmund en het Britse Manchester United. Het "Christmas Truce Tournament" verwijst naar het einde van Wereldoorlog I waar soldaten spontaan met elkaar begonnen te verbroederen en onderling een partij voetbal speelden op de slagvelden van de Westhoek. Winnaar van de eerste editie was Manchester United dat het in de finale haalde van Borussia Dortmund. 
Tijdens de maand december 2012 kwam er een tweede editie van het toernooi voor de U-12. Het aantal deelnemende ploegen werd opgetrokken naar 8. Deelnemers waren voor België RSC Anderlecht en Germinal Beerschot, voor Duitsland Borussia Mönchengladbach en Schalke 04, voor Engeland Manchester United en West Bromwich Albion FC en voor Frankrijk Valenciennes FC en RC Lens (Club Brugge zou uiteindelijke de plaats van Lens innemen na afhaken van de Noord-Franse ploeg). Opmerkelijk is dat West Bromwich Albion zich kwalificeerde voor dit tornooi na een "Christmas Truce National Final" die werd gehouden in St-George's Park te Engeland. Winnaar van de tweede editie was Borussia Mönchengladbach dat het in de finale haalde van Club Brugge. Schalke 04 werd derde na winst tegen RSC Anderlecht.
Tijdens de maand december 2013 vond de derde editie van het toernooi plaats. Deelnemers zijn voor België RSC Anderlecht en Club Brugge, voor Duitsland Borussia Mönchengladbach en Schalke 04, het Engelse Arsenal FC en Manchester City en voor Frankrijk Valenciennes FC en Paris Saint-Germain. Winnaar van de derde editie was opnieuw Borussia Mönchengladbach dat in de finale won van Paris Saint-Germain. Manchester City werd derde na winst tegen RSC Anderlecht. 
Op 7 december 2013 maakte de Premier League bekend dat het een kunstgrasveld ter waarde van 500.000 euro ging aanleggen te Ieper ten voordele van KVK Westhoek. Voorwaarde is dat het Christmas Truce Tournament ook de volgende jaren kan plaatsvinden. 
In de maand november 2014 zakten alle U-12 teams uit de Engelse Premier League af naar het Crackstadion om een kwalificatietoernooi te spelen op het kunstgrasveld. De twee Engelse deelnemers die deelnamen aan het hoofdtoernooi dat plaatsvond in december 2014 werden op deze manier aangeduid. Dit waren winnaar Chelsea en finalist Liverpool FC. Het aantal deelnemers werd uitgebreid naar 10 teams. Het Schotse Hearts en het Oostenrijkse Rapid Wien waren van de partij naar aanleiding van de 100-jarige herdenking van Wereldoorlog I. De andere deelnemers waren RSC Anderlecht en Club Brugge voor België, voor Duitsland Borussia Mönchengladbach en Schalke04 en voor Frankrijk Valenciennes FC en Paris Saint-Germain. Winnaar van de vierde editie was Chelsea dat het in de finale haalde van Paris Saint-Germain. Liverpool werd derde na winst tegen RSC Anderlecht. Howard Webb was scheidsrechter tijdens enkele jeugdmatchen naar aanleiding van de 100-jarige herdenking.
De editie van het jaar 2015 werd afgelast naar aanleiding van de terreurdreiging niveau 4 die van toepassing was in België. In 2016 werd de draad opnieuw opgenomen met een dubbel tornooi: er mochten 8 ploegen van de U-12 deelnemen en 8 ploegen van de U-13.
Tijdens de editie van het jaar 2017 deed voor het eerst een ploeg uit de Verenigde Staten mee aan het tornooi. Er deden toen al 12 ploegen mee aan het tornooi. De halve finales en de finale werden afgelast wegens te veel sneeuw.
In 2020 en 2021 kon het tornooi niet plaatsvinden vanwege corona.
Aantal deelnames
| Clubnaam | Aantal deelnames |
| --- | ---------------- |
| Club Brugge, RSC Anderlecht | 9                |
| Manchester City | 6                |
| PSG, Hertha BSC, | 5                |
| Schalke04, Manchester United, Chelsea, Arsenal, Middlesbrough, Brighton & Hove | 4                |
| Valenciennes, Borussia Mönchengladbach, FC Köln, Lille OSC, Sunderland, West Bromwich Albion, KRC Genk, Liverpool | 3                |
| West Ham, RC Lens, Burnley, Crystal Palace, Watford, Norwich City, Wolverhampton | 2                |
| Germinal Beerschot, FC Metz, Borussia Dortmund, Erzgebirge Aue, Fulham, Blackburn Rovers, Everton, Hearts, Rapid Wien, Seattle Sounders, Stoke City, Cardiff City, Leicester City, Sheffield United, Eintracht Frankfurt, Olympique Lyon, Bayer Leverkusen, Southampton, Newcastle United Brentford, Toulouse | 1                |

Erelijst
| Jaar                                                         | Winnaar                   | Finalist                  | Aantal deelnemers |
| ------------------------------------------------------------ | ------------------------- | ------------------------- | ----------------- |
| 2011                                                         | Manchester United         | Borussia Dortmund         | 4                 |
| 2012                                                         | Borussia Mönchengladbach  | Club Brugge               | 8                 |
| 2013                                                         | Borussia Mönchengladbach  | Paris Saint-Germain       | 8                 |
| 2014                                                         | Chelsea                   | Paris Saint-Germain       | 10                |
| 2015 (afgelast maar opnieuw georganiseerd in 2016 voor U-13) | West Bromwich Albion      | FC Metz                   | 8                 |
| 2016                                                         | RSC Anderlecht            | Manchester City           | 8                 |
| 2017                                                         | Geen finale wegens sneeuw | Geen finale wegens sneeuw | 12                |
| 2018                                                         | Cardiff City              | Sunderland                | 12                |
| 2019                                                         | RSC Anderlecht            | Manchester City           | 12                |
| 2020                                                         | Afgelast wegens corona    |                           |                   |
| 2021                                                         | Afgelast wegens corona    |                           |                   |
| 2022                                                         | Chelsea                   | Manchester City           | 12                |
| 2023                                                         | Chelsea                   | Sheffield United          | 12                |

## UEFA-toernooien
Op vrijdag 13 april 2012 was het Crackstadion geselecteerd om dienst te doen voor het organiseren van de tweede ronde van het EK -17 voor dames. De wedstrijd tussen Engeland en IJsland vond er plaats. Ook de wedstrijden van de damesploegen -17 van Engeland en België vond er enkele dagen later plaats op zondag 15 april 2012. De andere geselecteerde stadions voor dit tornooi waren dat van Harelbeke en Poperinge. IJsland kwalificeerde zich voor de volgende ronde als groepswinnaar voor Zwitserland, Engeland en België.

## Referentie
- Behandeling terrein Ieper[dode link]